# Stewart Raffill
Stewart Raffill (né le 27 janvier 1942) est un réalisateur et scénariste britannique.

## Filmographie

### Comme scénariste
- 1984 : Les Guerriers des étoiles
- 1994 : Tammy and the T-Rex
- 1998 : Les Naufragés du Pacifique (The New Swiss Family Robinson)
- 2005 : Survie: les naufragés (Three)

### Comme réalisateur
- 1978 : Les Naufragés de l'île perdue
- 1981 : Les Risques de l'aventure
- 1984 : Philadelphia Experiment
- 1984 : Les Guerriers des étoiles
- 1988 : Mac et moi
- 1991 : Mannequin 2
- 1994 : Lost in Africa
- 1994 : Tammy and the T-Rex
- 1998 : Les Naufragés du Pacifique
- 1999 : Grizzly Falls
- 2001 : A Month of Sundays
- 2002 : While You Were Waiting (court-métrage)
- 2005 : Survie : Les Naufragés
- 2007 : L'Attaque du Crocodile Géant